# Castell de Pinyana
Castell de Pinyana és un monument protegit com a bé cultural d'interès nacional del municipi de Querol (Alt Camp).

## Descripció
El castell de Pinyana està situat damunt d'un cim, al costat dret de la carretera que uneix el Pont d'Armentera amb Querol, a prop del riu Gaià.
Actualment només es conserven part dels murs, una torre de planta circular i les restes de la capella de Santa Maria de Pinyana, de planta rectangular i volta de canó amb un ample arc de mig punt.

## Història
El castell és esmentat l'any 986 en una carta del rei Lotari. Uns anys més tard, va passar a mans d'Hug de Cervelló, juntament amb els castells de Montagut i Querol.
L'any 1023, apareix com un dels béns que la comtessa Ermessenda va empenyorar a favor del seu fill, Berenguer Ramon I. Durant el segle xi, va passar a mans de Guerau Alemany de Cervelló i l'any 1269, va ser cedit al monestir de Santes Creus per Hug de Cervelló.
En 1274, el castell de Pinyana apareix documentat en una cessió de Berenguer Alemany de Cervelló. L'any 1286 van quedar establerts els seus límits. El 1480, els delmes que encara percibien els Alemany van ser cedits al monestir i l'any 1565, ja era del Pont d'Armentera.